# Barrabás (revista)
Barrabás fue una revista de humor gráfico y literario sobre el mundo del deporte en general y del fútbol en particular publicada en Barcelona desde 1972 a 1977.
Fue una de las primeras revistas de la Transición Española en las que se permitió, con un estilo directo y agresivo, reflejar críticas al poder (aunque fuese el poder deportivo), denunciando escándalos y criticando sin tapujos a la federación y sus directivos.
Tuvo un éxito notable, alcanzando en menos de un año tiradas de 100.000 ejemplares; e inspiró una réplica madrileña titulada Futbol/In que apareció en 1973 y tuvo una acogida más modesta.
Fue fundada por Xavier de Echarri y en ella colaboraron Óscar Nebreda, Ivà (que en aquella época trabajaban juntos), Gin, García Lorente, Já, y Joma, entre otros.
Se publicaba semanalmente, en un formato de 27x38 cm.
- Datos: Q8242658